# Curtis (Hiszpania)
Curtis – gmina w Hiszpanii, w prowincji A Coruña, w Galicji, o powierzchni 116,57 km². W 2011 roku gmina liczyła 4159 mieszkańców.